# Gens Lucrècia
La gens Lucrècia (en llatí: gens Lucretia) va ser una gens romana originalment patrícia i més tard plebea. Eren una de les gens més antigues de Roma. L'esposa del segon rei, Numa Pompili, era membre d'aquesta estirp. El primer dels Lucretii en obtenir el càrrec de cònsol va ser Espuri Lucreci Triciptí juntament amb Luci Juni Brut, l'any 509 aC, el primer any de l'establiment de la República.

## Praenomina usats per la gens Lucretia
El nom dels antics romans estava format per tres paraules: el praenomen (propi de l'individu), el nomen(el del grup familiar ample o gens) i el cognomen (nom de la família propera). Els Lucretii van emprar preferentment com a primer nom: Titus (que es creu podria ser un nom d'origen osc, Spurius (que es creu és d'origen etrusc i voldria dir "habitant, ciutadà" o segons altres "sense pare" que hauria portat a l'actual sentit de la paraula espuri=fals, Quintus (alguns autors pensen que podria significar "el cinquè fill" mentre altres creuen que podria voler dir "nascut el cinquè mes" i Publius (del poble). Va ser una de les poques famílies que va usar el nom de Hostus (que podria venir de hostis (foraster) o podria ser la variant etrusca de fasti=calendari).
En menor nombre es troben dins aquesta gens els praenomen: Gaius, Gnaeus i Marcus.

## Branques de la gens Lucrècia

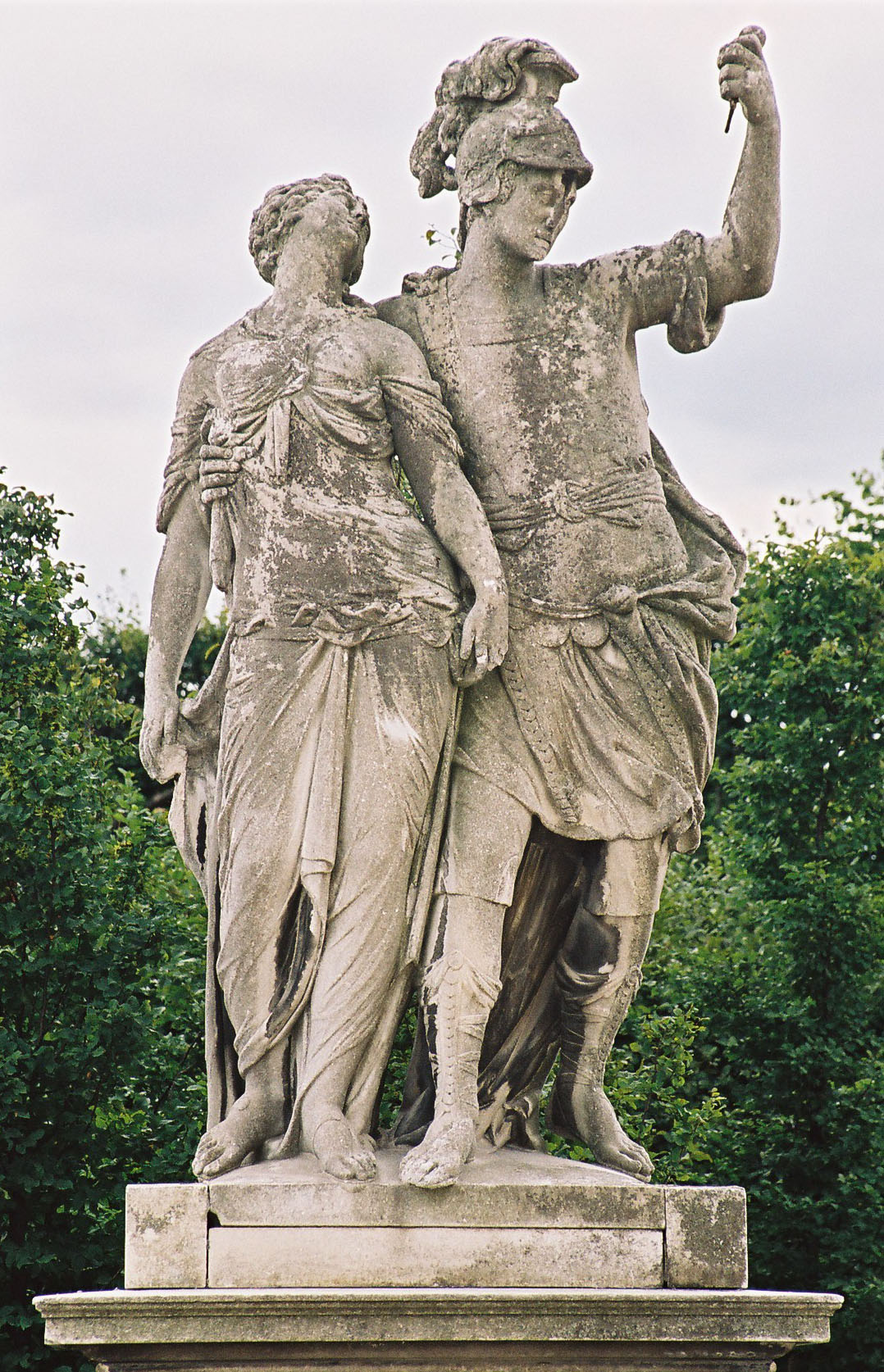
El cos de Lucrècia, esposa de Luci Tarquini Col·latí, subjectada per Luci Juni Brut després del seu suïcidi. Estàtua del jardí de Schönbrunn (Viena)

Els primers Lucretii eren patricis i duien el cognomen Triciptinus. Les branques plebees són conegudes pels cognomens Gallus, Ofella i Vespillo. Carus va ser un sobrenom utilitzat pel poeta Lucretius. En un denari de l'any 136 aC apareix el cognom Trió.

## Membres destacats

### La branca original
- Lucrècia, esposa de Numa Pompili que, segons algunes fonts es va casar amb ell després del seu ascens al poder.[11]
- Lucius Lucretius, qüestor el 218 aC, a començament de la Segona Guerra Púnica. Va ser fet presoner pels lígurs juntament amb altres oficials i es va rendir a Hanníbal.[12]
- Marcus Lucretius, tribú de la plebs el 210 aC, va prendre part en la disputa per la tria d'un dictador aquell any.[12]
- Spurius Lucretius, pretor el 205 aC, durant la Segona Guerra Púnica, se li va encomanar Ariminum, també coneguda com a província de Gallia Cisalpina. El 203 aC va reconstruir la ciutat de Gènova, que havia estat destruïda per Magó Barca.[13]
- Gaius Lucretius Gallus, pretor el 171 aC. Va rebre el comandament de la flota en la guerra contra Perseu de Macedònia. L'any següent va ser acusar d'extrema crueltat i condemnat a pagar una elevada multa.[14][15]
- Marcus Lucretius, tribú de la plebs el 172 aC, va portar endavant una llei coneguda com a Ut agrum Campanum censores fruendum locarent. L'any següent va fer de legat del seu germà Gaius, que era pretor a Grècia.[16]
- Spurius Lucretius, pretor el 172 aC. Se li va encarregar la província d'Hispània Ulterior. El 169 aC va ser distingit en el seu servei a les ordres del cònsol Quintus Marcius Philippus en la guerra contra Perseu de Macedònia. Va ser un dels tres ambaixadors enviats a Síria l'any 162 aC.[17][18]

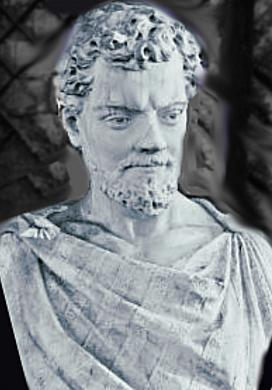
Titus Lucretius Carus, poeta

- Gnaeus Lucretius Trio, triumvir monetalis cap al 136 aC.
- Quintus Lucretius Ofella, del partit de Sul·la, va comandar l'exèrcit que va acceptar la rendició de Praeneste el 82 aC. L'any següent es va presentar a cònsol i amb això violava la llei Cornelia de magistratibus de Sul·la, motiu pel qual va ser assassinat per un dels soldats de Sul·la.
- Lucius Lucretius Trio, triumvir monetalis cap al 76 aC.
- Marcus Lucretius, senador i un dels que van votar a favor de Verres quan se'l va jutjar pel seu govern a Sicília, motiu pel qual es va sospitar que havia acceptat suborn.[19]
- Titus Lucretius Carus, un famós poeta del segle I aC, autor de l'obra De rerum natura.
- Quintus Lucretius, un íntim amic de Gaius Cassius Longinus i membre del partit aristocràtic. Durant la guerra civil es va veure obligat a fugir de la ciutat de Sulmo, quan les seves tropes van canviar de bàndol i van obrir les portes a Marc Antoni.[20][21]

### La branca delsTriciptinii

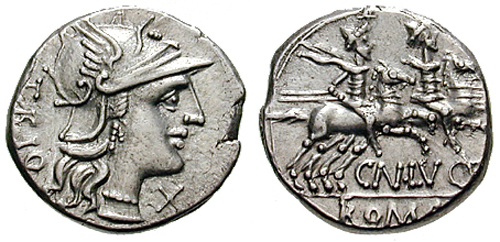
Denari: CN(aeus) LVCR(etius) TRIO

- Titus Lucretius Triciptinus, pare dels cònsols dels anys 509 aC i 508 aC.
- Spurius Lucretius T, membre del senat i possiblement praefectus urbi durant el regnat de Tarquini el Superb, el darrer rei de Roma. Per la seva col·laboració en l'expulsió dels Tarquins, va ser escollit cònsol suffectus per a substituir a Lucius Tarquinius Collatinus, que havia renunciat al càrrec. Però Spurius va morir poc després d'haver estat escollit sense tenir temps de governar.[22][23][24][25]
- Lucrècia T., filla de Spurius Lucretius, casada amb Lucius Tarquinius Collatinus, un dels primers cònsols l'any 509 aC. La seva violació perpetrada per Sext Tarquini va desencadenar la fi de la monarquia.[26][27]
- Titus Lucretius T, oncle de Lucrècia, cònsol entre el 508 aC i el 504 aC. Va lluitar contra Lars Porsenna, el rei de Clúsium i més endavant contra els sabins.[28][29]
- Lucius Lucretius T, fill de l'anterior, cònsol el 462 aC, va triomfar sobre els volscs. L'any següent va defensar Caeso Quinctius Cincinnatus, fill del dictador Cincinnatus, que va ser condemnat a l'exili. L'any 449 aC va ser un dels senadors que van parlar a favor de l'abolició el decemvirat.[30][31]
- Hostus Lucretius T,fill de l'anterior, cònsol el 429 aC. Segons Diodor de Sicília el seu praenomen era Opiter.[31][32]
- Publius Lucretius Hosti T., germà de l'anterior, va tenir el càrrec de tribunus militum consulari potestate el 419 aC i el 417 aC.[33]
- Lucius Lucretius Flavus T., cònsol el 393 aC i tribunus militum consulari potestate el 391, 388, 383, i el 381aC. Va conquerir els eques. Segons Plutarc, va ser el primer senador amb permís per parlar, cosa que en els darrers temps només li era permesa al princeps senatus.[34][35]

### La branca delsLucretii Vespillones
- Lucretius Vespillo, edil el 133 aC, va llançar el cos de Tiberius Sempronius Gracchus al Tíber.[36]
- Quintus Lucretius Vespillo, orador i jurista, proscrit per Sul·la.[37][38]
- Quintus Lucretius V, va servir a la flota de Gnaeus Pompeius el 48 aC, durant la guerra civil. Va ser proscrit pels triumvirs el 43 aC, però la seva dona, Curia, el va amagar a casa fins que va ser perdonat. L'any 19 aC va ser cònsol suffectus.[39][40][41]